# Piazza Mercanti (Milan)
La piazza Mercanti, aussi appelée officieusement piazza dei Mercanti (place des Marchands), est une place centrale de la ville de Milan, en Italie. Elle est située entre la piazza del Duomo, qui constitue le centre de la ville moderne, et la piazza Cordusio (en).
À l'époque médiévale, cette place constituait le centre de la cité. Elle était plus grande qu'aujourd'hui, une partie étant depuis devenue la via Mercanti (it) (rue qui sépare le Palazzo dei Giureconsulti et le Palazzo della Ragione). Elle était alors connue sous le nom de piazza del Broletto, appelée ainsi en raison du palais Broletto Nuovo, qui en occupait le centre (l'actuel côté nord, depuis le rétrécissement de la place). Au XIIIe siècle, la place possédait six points d'accès liés chacun à un métier particulier (qui allait des forgerons d'épées aux chapeliers).
Jusqu'à la fin du XIXe siècle, la foire Oh bej! Oh bej! (en), la plus importante de Milan, se tenait sur la piazza Mercanti.

## Les palais
Quatre palais principaux s'élèvent sur les côtés de la place :
- le Broletto Nuovo, ou Palazzo della Ragione, occupe le côté nord-est. Construit en 1233, il constituait le siège de l'administration de la cité (le broletto). Dans la configuration d'origine, la place s'étendait davantage au nord-est, et le palais en occupait le centre ;
- la Casa Panigarola, de style gothique, également connue comme « Palazzo dei Notai » (le Palais des notaires), construite au XVe siècle, se situe sur le côté sud-ouest de la place ;
- le Palazzo delle Scuole Palatine, de style baroque, conçu par Carlo Buzzi et construit au XVIIe siècle, est implanté sur le côté sud-est. Il a remplacé un bâtiment antérieur appelé « Scuole del Broletto » ;
- sur le côté sud-est s'élève également la Loggia degli Osii, construite en 1316 pour Mathieu Ier Visconti et dessinée par Scoto da San Gimignano. Cet immeuble était aussi un siège de l'administration et comprenait le parlera, balcon d'où les autorités s'adressaient à la population.

Le Palazzo dei Giureconsulti, du XVIe siècle, désormais situé sur la via Mercanti, marquait le côté nord-est de la place avec le Broletto Nuovo avant le réaménagement de cette dernière. Ce palais fut construit en 1561 sur des plans de Vincenzo Seregni. Sa tour remonte au XIIIe siècle, mais elle a été très restaurée au XVIIe siècle.
Au centre de la place se dresse un puits du XVIe siècle, surmonté de deux colonnes du XVIIIe siècle. Ce puits était autrefois adjacent au Palazzo dei Giureconsulti. À son emplacement actuel, on a retrouvé une grosse pierre appelée pietra dei falliti (pierre des banqueroutiers), où les coupables de banqueroute étaient condamnés à être exposés en public, leur postérieur dénudé.

## Monuments et statues
Outre les palais, un certain nombre de statues et d'autres monuments ornent la piazza Mercanti.
Le Palazzo della Ragione possède deux bas-reliefs célèbres : l'un représente un sanglier (il serait d'origine romaine et serait lié à la légende de la scrofa semilanuta) ; l'autre figure Oldrado da Tresseno, qui ordonna la construction du palais.
Le sculpteur Giovan Pietro Lasagna a réalisé deux statues de la place : l'une, sur la Porta Orefici (Porte des Orfèvres, une des portes d'accès à la place), figure Ausone ; et l'autre, sur la façade du Palazzo dei Giureconsulti, Augustin d'Hippone.
Une autre statue remarquable, elle aussi placée sur la façade du Palazzo dei Giureconsulti, représente Ambroise de Milan. Elle a été réalisée par le sculpteur Luigi Scorzini.

## La place dans la culture populaire
Une séquence du film Demande-moi si je suis heureux, avec le trio de comédiens Aldo, Giovanni e Giacomo, a été tournée sur la place. On y voit les trois acteurs jouer un match de basket en utilisant l'auréole en métal d'une statue de saint comme panier. Cette dernière statue est une invention des cinéastes et ne se trouve pas sur la place.